# Maurice Couture
Pour les articles homonymes, voir Couture (homonymie).
Maurice Couture, né le 3 novembre 1926 à Saint-Pierre-de-Broughton (Québec) et mort le 19 janvier 2018, est un évêque catholique canadien, archevêque émérite de Québec.

## Biographie
Maurice Couture est ordonné prêtre en 1951 dans les religieux de Saint-Vincent de Paul. Il s'oriente vers la pastorale jeunesse (en)[Quoi ?] et la pastorale scolaire[Quoi ?] et est responsable de deux séminaires.
Il est supérieur de sa communauté dans les années 1970 dans la province locale et à Rome.
De 1982 à 1988, il est évêque auxiliaire de Québec avant d'être nommé au diocèse de Baie-Comeau en 1990.
Il est archevêque de Québec de 1990 à 2002. Il réintroduit l'absolution individuelle sur demande de Jean-Paul II.
Son successeur est Marc Ouellet.
Il a reçu le premier prix Fernand-Dumont en 2007[réf. nécessaire].

## Succession apostolique
Maurice Couture a ordonné les évêques suivants :
- Évêque Eugène Tremblay (1995)
- Évêque Jean-Pierre Blais (1995)
- Évêque Jean Gagnon (1999)

## Honneurs
- 1996 - Médaille Gloire de l'Escolle
- 2002 - Académie des Grands Québécois
- 2003 - Grand officier de l'Ordre national du Québec
- 2007 - Premier récipiendaire du Prix Fernand-Dumont
- 2012 - Membre honoraire de l'Association des familles Couture d'Amérique